# Núria López i Fàbrega
Núria López en Fàbrega (Olot, 1995) is een Catalaans zangeres en actrice. Ze is vooral bekend van haar deelname aan de TV3-wedstrijd Eufòria, waar ze in de finale de derde plaats behaalde.

## Biografie
Fàbrega groeide op in Santa Pau, waar haar ouders een restaurant hebben, maar doorliep de middelbare school in Olot. Na het voltooien van haar tweede jaar op de middelbare school besloot ze toerisme te gaan studeren aan de Universiteit van Girona, Aan het einde van de studie deed ze postdoctoraal onderzoek om uiteindelijk toegelaten te worden tot de school voor podiumkunsten Aules in Barcelona.

### Eufòria
In december 2021 besloot Fàbrega deel te nemen aan de castings van het toen nieuwe muziekprogramma op TV3, Eufòria. Na dertien voorronden en twee nominaties eindigde ze uiteindelijk als derde in de finale van het programma. De liedjes die ze opvoerde, waren in het Catalaans, Italiaans, Spaans en Engels, en in verschillende genres:
| Voorronde | Datum         | Nummer                                                 | Oorspronkelijke artiest | Taal      |
| --------- | ------------- | ------------------------------------------------------ | ----------------------- | --------- |
| 1         | 18 maart 2022 | Io Canto                                               | Laura Pausini           | Italiaans |
| 2         | 25 maart 2022 | Ain't Your Mama                                        | Jennifer Lopez          | Engels    |
| 3         | 1 april 2022  | The climb                                              | Miley Cyrus             | Catalaans |
| 4         | 8 april 2022  | El vol de l'home ocell                                 | Sangtraït               | Catalaans |
| 5         | 22 april 2022 | So What                                                | Pink                    | Engels    |
| 6         | 29 april 2022 | Què volen aquesta gent?                                | Maria del Mar Bonet     | Catalaans |
| 8         | 13 mei 2022   | My Head & My Heart                                     | Ava Max                 | Engels    |
| 9         | 20 mei 2022   | Tu pots canviar-ho tot (Has de viure) (What a Feeling) | Flashdance              | Catalaans |
| 10        | 27 mei 2022   | Suerte                                                 | Shakira                 | Spaans    |
| 11        | 3 juni 2022   | Only girl (in the world)                               | Rihanna                 | Engels    |
| 12        | 10 juni 2022  | Titanium                                               | Sia en David Guetta     | Engels    |
| 12        | 10 juni 2022  | Sobreviviré                                            | Mónica Naranjo          | Spaans    |
| Finale    | 17 juni 2022  | Who You Are                                            | Jessie J                | Engels    |
| Finale    | 17 juni 2022  | Història repetida                                      | Núria Feliu             | Catalaans |

### Muzikale carrière
Eind november 2022 publiceerde Fàbrega haar eerste zelfgeschreven single Al teu costat, in mei 2023 gevolgd door Girem ho tot. Later die maand verscheen haar debuutalbum 00:00.